# 沼辺信一
沼辺 信一（ぬまべ しんいち、1952年10月5日 - ）は東京都出身の編集者、学芸員、芸術史家。専門は20世紀芸術史。
東京都大田区大森に生まれ、埼玉県鳩ヶ谷市に育つ。父は裁判官の沼辺愛一。曽祖父の沼辺愛之輔は元仙台藩士でロシア正教会専属の出版社「愛々社」社員。
浦和市立岸中学校から埼玉県立浦和高等学校を経て、東京大学文学部美術史学科でイタリア・ルネサンスを専攻していたが1975年に中退。編集プロダクション勤務などを経て学芸員に転じ、1989年から2003年までDIC川村記念美術館に勤務。50歳で退職しフリーとなる。千葉市在住。

## 著書
- 『12インチのギャラリー : LP時代を装ったレコード・ジャケットたち』（美術出版社、1993年）
- 『ドビュッシーのおもちゃ箱』（青柳いづみことの共著、学研プラス、2018年）